# Kabinett Jahn II
Das Kabinett Jahn II bildete vom 29. November 1950 bis zum 31. Juli 1952 die Landesregierung von Brandenburg.
| Amt                                  | Name                                      | Partei | Partei |
| ------------------------------------ | ----------------------------------------- | ------ | ------ |
| Ministerpräsident                    | Rudi Jahn                                 |        | SED    |
| Inneres                              | Bruno Lentzsch                            |        | SED    |
| Finanzen                             | Siegfried Dallmann                        |        | NDPD   |
| Wirtschaft und Arbeit                | Franz Peplinski                           |        | SED    |
| Handel und Versorgung                | Karl Grobbel                              |        | CDU    |
| Volksbildung, Wissenschaft und Kunst | Fritz Rücker (bis März 1951) Horst Brasch |        | SED    |
| Land- und Forstwirtschaft            | Dietrich Besler                           |        | DBD    |
| Gesundheit                           | Ingo von Koerber                          |        | LDPD   |